# Grand Hotel Excelsior (Venedig)

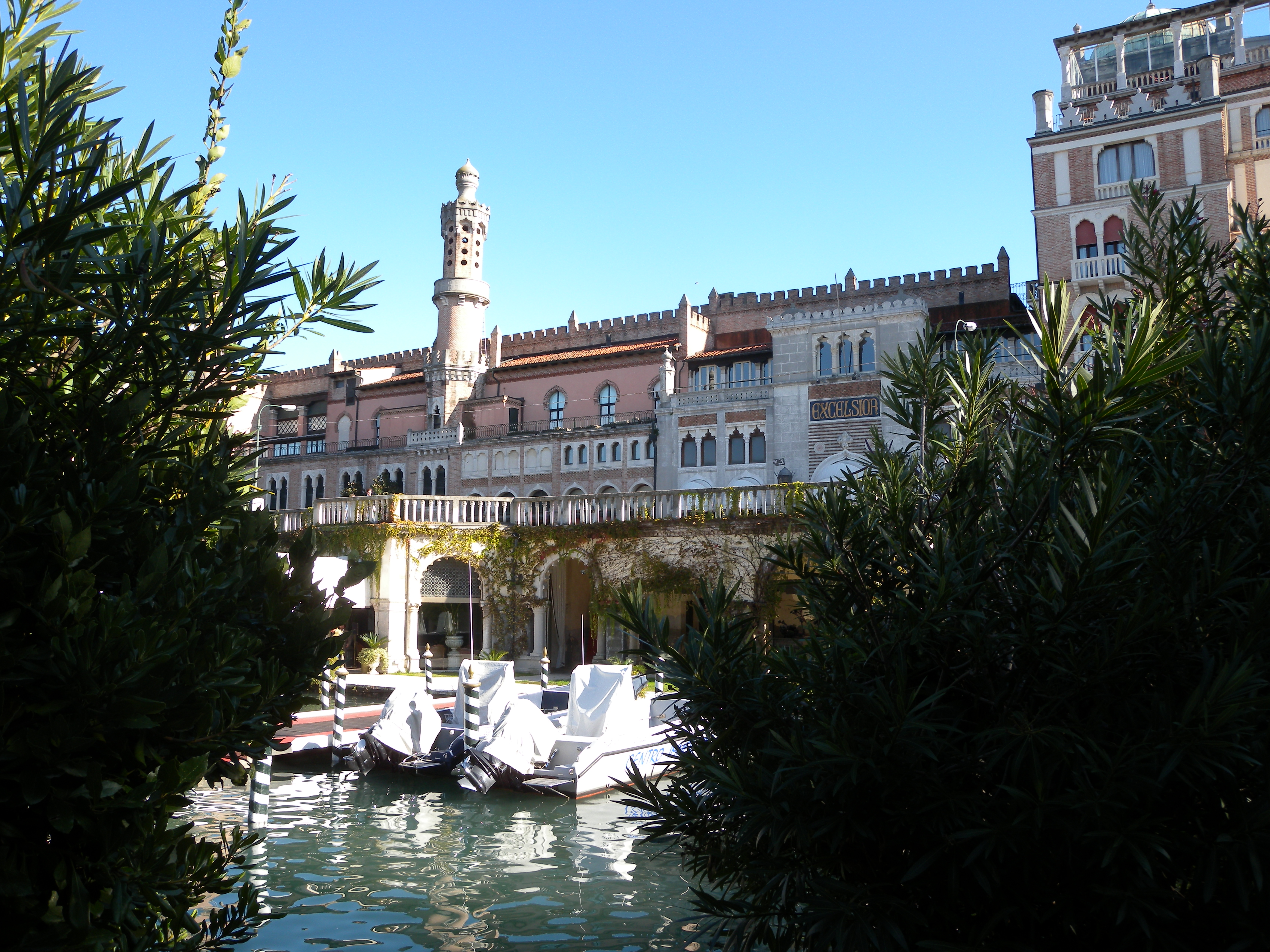
Westseite des Hotel Excelsior

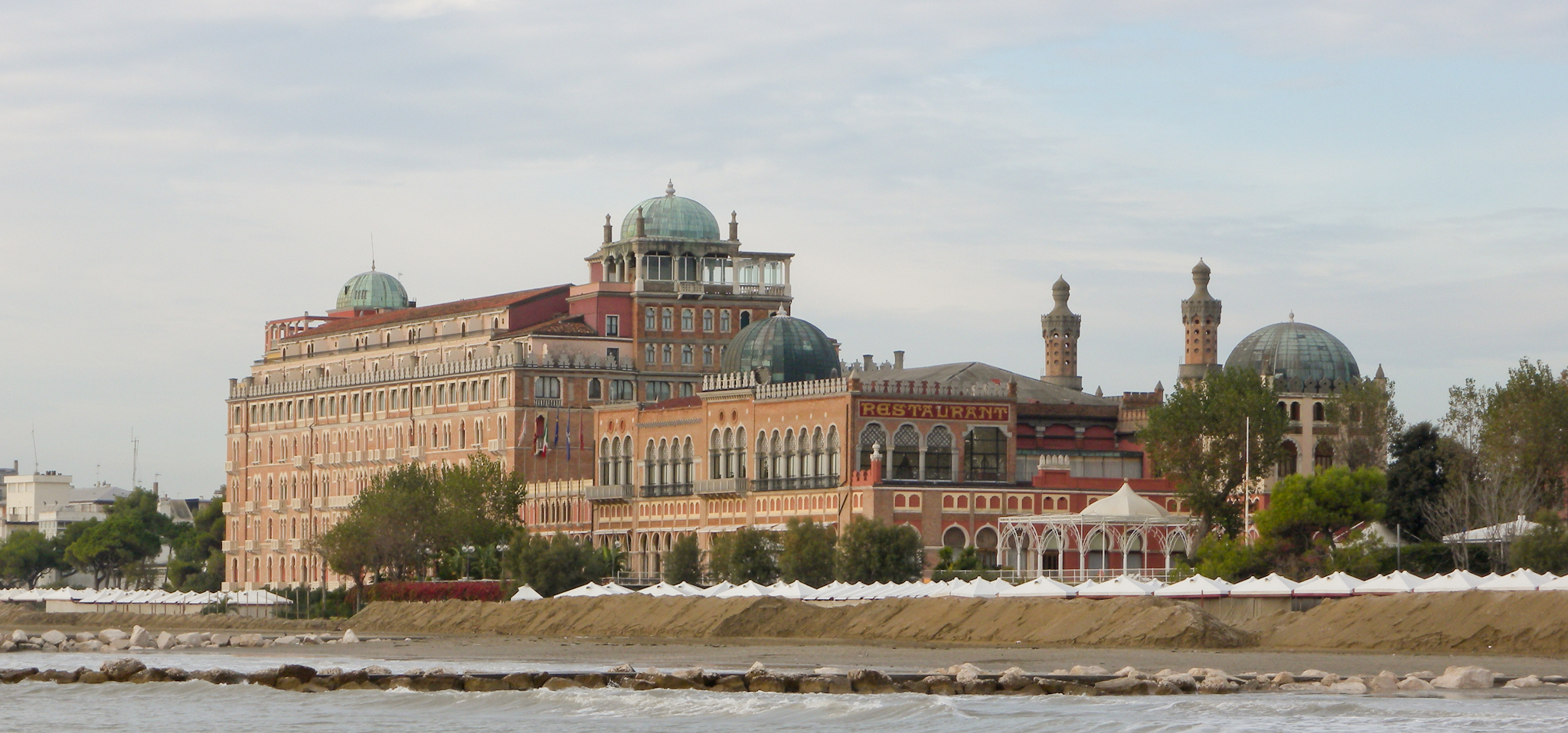
Nordostseite des Hotel Excelsior

Das Grand Hotel Excelsior zählt zu den bekanntesten Hotels am Lido di Venezia. Es wurde neben dem Grand Hotel des Bains in der 1911 entstandenen Novelle Der Tod in Venedig von Thomas Mann erwähnt und erlangte durch die Internationalen Filmfestspiele von Venedig Berühmtheit. Es liegt direkt neben dem Palazzo del Cinema und wird auch deshalb noch häufig von vielen internationalen Filmstars besucht, weil das Grand Hotel des Bains 2010 geschlossen worden ist.

## Geschichte
Das Hotel wurde 1907 durch den Architekten Giovanni Sardi geplant und errichtet. Es ist ein "Veneto-Moorish fantasy palace" mit Inneneinrichtungen von Mariano Fortuny. 1932 wurden auf den Terrassen des Hotels erstmals die Internationalen Filmfestspiele von Venedig ausgetragen. Das Hotel wird heute von der HO10-Hotel-Gruppe geleitet.

## Bekannte Gäste
Bekannte Gäste in dem Hotel waren unter anderem Marlene Dietrich, Kirk Douglas, Greta Garbo, Paul Newman,  Curd Jürgens und Steven Seagal.